# Pancy-Courtecon

Pancy-Courtecon este o comună în departamentul Aisne din nordul Franței. În 1 ianuarie 2022 avea o populație de 56 de locuitori.